# Claude, Duce de Guise
Claude de Lorena, duce de Guise (20 octombrie 1496 – 12 aprilie 1550) a fost aristocrat francez și general. El a devenit primul Duce de Guise în 1528.

## Biografie
A fost al doilea fiu al lui René al II-lea, Duce de Lorena și al Filipei de Guelders. A fost educat la curtea franceză a regelui Francisc I. La 17 ani, Claude a făcut o alianță cu casa regală a Franței prin căsătoria cu Antoinette de Bourbon (1493–1583), fiica lui François, Conte de Vendôme.

### Copii
S-a căsătorit cu Antoinette de Bourbon la 9 iunie 1513 și au avut 12 copii:
- Maria de Guise (1515–1560); căsătorită cu regele Iacob al V-lea al Scoției în 1538. Fiica lor a fost Maria, regină a Scoției.
- Francisc, Duce de Guise (1519–1563)
- Louise de Guise (10 ianuarie 1520 – 18 octombrie 1542); căsătorită cu Charles I, Duce de Arschot la 20 februarie 1541.
- Renée de Guise (2 septembrie 1522 – 3 aprilie 1602), stareță de St. Pierre, Reims.
- Charles de Guise (1524–1574), Duce de Chevreuse, arhiepiscop de Reims și cardinal de Guise.
- Claude, Duce de Aumale (1526–1573)
- Louis I, Cardinal de Guise (1527–1578)
- Philip de Guise (3 septembrie 1529 – 24 septembrie 1529)
- Peter de Guise (3 aprilie 1530); a murit de mic.
- Antoinette de Guise (31 august 1531 – 6 martie 1561), stareță de Faremoutier
- Francis de Guise (18 aprilie 1534 – 6 martie 1563)
- René, marchiz de Elbeuf (1536–1566)